# Aleksander Tarnawski
Aleksander Jan Michał Tarnawski ps. Upłaz, Wierch (ur. 8 stycznia 1921 w Słocinie, zm. 4 marca 2022 w Gliwicach) – polski inżynier chemik, major Wojska Polskiego, oficer broni pancernej Polskich Sił Zbrojnych i Armii Krajowej, cichociemny.
Studiował chemię na Uniwersytecie Lwowskim. Po wybuchu II wojny światowej służył w 1. Dywizji Grenadierów we Francji, następnie trafił do Wielkiej Brytanii, gdzie służył 16. Brygadzie Pancernej, a następnie w 1 Dywizji Pancernej. Przeszedł szkolenie w dywersji. Cztery miesiące później został zaprzysiężony w Oddziale VI Sztabu Naczelnego Wodza w Chicheley. Skierowano go na staż w oddziałach brytyjskich. Następnie trafił do Sekcji Dyspozycyjnej Sztabu Naczelnego Wodza. 1 marca 1944 roku został mianowany podporucznikiem. Nocą z 16 na 17 kwietnia 1944, zrzucony do kraju w ramach operacji „Weller 12". Działał m.in. w okręgu AK Nowogródek. 
Czterokrotnie odznaczony Krzyżem Walecznych. Kawaler Krzyża Oficerskiego Orderu Odrodzenia Polski. 
Po zakończeniu wojny osiadł na Śląsku i zamieszkał w Gliwicach. W 2016 otrzymał Złotą Odznakę Honorową Za Zasługi Dla Województwa Śląskiego.
O jego losach powstała książka „Ostatni. Historia cichociemnego Aleksandra Tarnawskiego, pseudonim Upłaz”, autorstwa Michała Wójcika i Emila Marata. We wrześniu 2014 roku, w wieku 93 lat, wykonał w tandemie skok spadochronowy z żołnierzami jednostki specjalnej GROM z wysokości 2 tys. metrów. Był honorowym prezesem Fundacji im. Cichociemnych Spadochroniarzy Armii Krajowej.
Zmarł w wieku 101 lat jako ostatni spośród cichociemnych. Pośmiertnie awansowany na stopień pułkownika Wojska Polskiego oraz odznaczony Medalem Stulecia Odzyskanej Niepodległości.

## Życiorys

### Młodość i wykształcenie
Ukończył Państwowe Gimnazjum im. Odrowążów w Chorzowie w czerwcu 1938. W październiku 1938 rozpoczął studia wyższe na Wydziale Chemii Uniwersytetu Lwowskiego. W ciągu pierwszego roku studiów nie był wzywany na wojskową komisję lekarską, a we wrześniu 1939 roku nie był zmobilizowany. Został zatrzymany przez milicję sowiecką w Drohobyczu, lecz po okazaniu dokumentów studenckich Uniwersytetu Lwowskiego został zwolniony z aresztu. 26 października 1939 roku przekroczył wraz z innymi uchodźcami wojennymi granicę polsko-węgierską. Został skierowany do przejściowego obozu dla uchodźców na Węgrzech.

### Udział w wojnie obronnej i jednostkach polskich na Zachodzie
Po opuszczeniu obozu dla uchodźców na Węgrzech w grudniu 1939 przedostał się do Francji, gdzie po zgłoszeniu się do WKU (punkt werbunkowy) został przydzielony do I batalionu 1 pułku piechoty 1 Dywizji Grenadierów. Od kwietnia 1940 szkolił się w Szkole Podchorążych Piechoty w Camp de Coëtquidan (polski obóz wojskowy położony w Bretanii w miejscowości Guer, w departamencie Morbihan, którego komendantem był generał Stanisław Maczek). Po upadku Republiki Francuskiej ewakuował się do z Saint-Jean-de-Luz do Wielkiej Brytanii, gdzie przeszedł pod brytyjskie dowództwo i został skierowany do Szkoły Podchorążych Broni Pancernej w Crawford. Wówczas uzyskał stopień kaprala podchorążego z przydziałem do 1 Pułku Pancernego 16 Brygady Pancernej. Od października 1941 do 22 maja 1943 pełnił służbę wojskową w 1 Pułku Pancernym, a później w 1 Dywizji Pancernej.
W Wielkiej Brytanii zgłosił się do służby w Armii Krajowej. Po konspiracyjnym przeszkoleniu w dywersji i broni pancernej został zaprzysiężony 23 września 1943 w Oddziale VI Sztabu Naczelnego Wodza. Po odbyciu stażu w oddziałach brytyjskich został przetransportowany do Głównej Bazy Przerzutowej w Brindisi we Włoszech. Zrzutu dokonano w nocy z 16 na 17 kwietnia 1944 w ramach operacji „Weller 12”, dowodzonej przez kapitana nawigatora Edwarda Bohdanowicza. W operacji „Weller 12” zrzuceni zostali podporucznicy: Stefan Górski ps. Brzeg, Gustaw Heczko ps. Skorpion, Marian Kuczyński ps. Zwrotnica oraz Aleksander Tarnawski ps. Upłaz. Zrzut desantowanych odbył się na placówkę odbiorczą „Kanapa”, położoną koło wsi Baniocha koło Góry Kalwarii pod Warszawą.

### Służba w kraju
Po aklimatyzacji w Warszawie przez pewien czas pracował w komórce „Kratka” prowadzącej łączność między więźniami Pawiaka a Armią Krajową. W Świdrze ppor. Aleksander Tarnawski „Upłaz” otrzymał w maju 1944 przydział służbowy Armii Krajowej do Okręgu Nowogródek AK, gdzie dotarł – jako członek Organizacji Todta – około 20 czerwca 1944, wraz z Gustawem Heczką, z którym razem byli desantowani.

#### Okręg Nowogródek
Po przybyciu do Okręgu Nowogródek około 18 czerwca 1944 i zameldowaniu się u komendanta podpułkownika Janusza Prawdzic-Szlaskiego (ps. Prawdzic, Borsuk) został przydzielony do Zgrupowania Zachód Okręgu Nowogródek AK, którego komendantem był kapitan Jan Piwnik „Ponury” do 16 czerwca 1944, a następnie podporucznik Bojomir Tworzyański „Ostoja”, który ostatecznie przydzielił go do Obwodu (potem ośrodka dywersyjno-partyzanckiego) Szczuczyn AK (kryptonim „Łąka”), do 3 kompanii dowodzonej przez Jana Wasiewicza „Lwa”, VII batalionu 77 pułku piechoty AK, w którego składzie walczyło 5 kompanii (po 3–5 plutonów) w miejscowościach:
- 1 kompania Szczuczyn „Ugór”. Dowódcy: Stanisław Siuda „Wańka”, ppor. Jan Borysewicz „Bzura”, ppor. Józef Bortnik „Bol-Bor”;
- 2 kompania Wasiliszki „Pastwisko”. Dowódcy: ppor. Franciszek Stankiewicz „Alint”, ppor. Bojomir Twoyrzański „Ostoja”, ppor. Antoni Kotański „Sawicz”;
- 3 kompania Wawiórka (Wasiliszki II) „Wygon”. Dowódcy: ppor. Bronisław Filipowicz „Mały”, ppor. Jan Wasiewicz „Lew”;
- 4 kompania Żołudek „Trawnik”. Dowódcy: por. Mieczysław Szczerski „Szczerbiec”, ppor. Zygmunt Wilkin „Wilk”;
- 5 kompania Ostryna – Kamionka (rejon szczuczyński) „Moczary”. Dowódca: por. Kazimierz Dogil „Sawko”.

Pełnił służbę w 3 kompanii od 22 czerwca do 19 lipca 1944. W tym czasie objął dowództwo plutonu dyspozycyjnego w tejże kompanii oraz został instruktorem dywersji i sabotażu w I Obwodzie Szczuczyn u ppor. Jana Wasiewicza „Lwa”. W tym czasie organizował i szkolił patrole dywersyjne, prowadził działania dywersyjne na szlakach komunikacyjnych Inspektoratu, produkował materiały wybuchowe i miny. Od lipca 1944 dowodził specjalną kompanią szturmową w VII batalionie 77 pułku piechoty AK.

#### Operacja Ostra Brama
3 kompania VII batalionu 77 pułku piechoty AK nie wzięła udziału w operacji „Ostra Brama” rozpoczętej 7 lipca 1944 r. przez Zgrupowanie Zachód Okręgu Nowogródek AK ze względów administracyjnych: nie zdążyła przedostać się pod Wilno. Po zajęciu Okręgu Nowogródek AK przez wojska radzieckie, 17 lipca 1944 r., do pododdziałów docierały informacje o rozbrajaniu żołnierzy Armii Krajowej w rejonie Wilna przez żołnierzy NKWD. Podjęto wówczas decyzję o wycofaniu się pod Warszawę w grupie oficerów z III i VII batalionu pod dowództwem ppłk. Janusza Prawdzica-Szlaskiego. Aleksander Tarnawski przedostał się z Grodna przez Białystok, do Lublina i dalej do Otwocka (w październiku 1944 r.).

### Po zakończeniu wojny w 1945 roku
W 1945 otrzymał pracę w Polskim Radiu w Warszawie. Później pracował jako:
- laborant w kopalni węgla kamiennego Walenty Wawel w Rudzie Śląskiej (1945–1947)
- młodszy asystent, a później starszy asystent w Katedrze Chemii Fizycznej Politechniki Śląskiej (1948–1961)
- adiunkt w Instytucie Metali Nieżelaznych (1961–1963)
- starszy inżynier laboratoryjny (od 1964 roku – kierownik w Zakładzie Pigmentów) w Instytucie Przemysłu Tworzyw i Farb w Gliwicach (1963–1990)
- starszy specjalista tamże w wymiarze pół etatu (od przejścia na emeryturę w 1990 do końca 1994).

W okresie 1947–1949 studiował na Wydziale Chemicznym Politechniki Śląskiej. Studia te ukończył z tytułem magistra inżyniera chemika. Opracował między innymi ekologiczną metodę wytwarzania pigmentów antykorozyjnych
Mieszkał w Gliwicach. 7 września 2014, w wieku 93 lat, wykonał w tandemie spadochronowym kolejny skok spadochronowy z żołnierzami jednostki GROM im. Cichociemnych Spadochroniarzy Armii Krajowej.

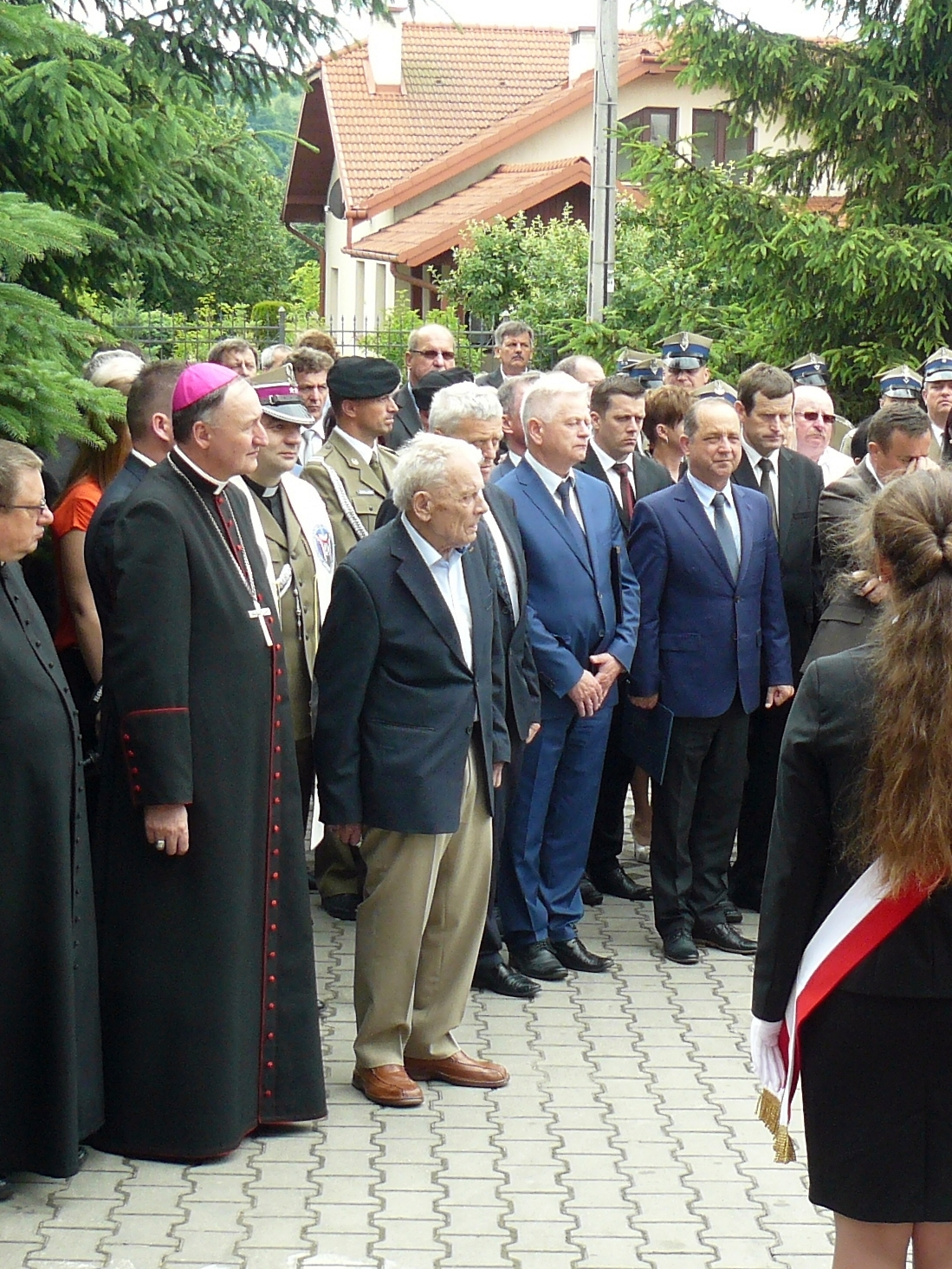
Aleksander Tarnawski, odsłonięcie pomnika upamiętniającego cichociemnego Mariana Jureckiego w Stróżach

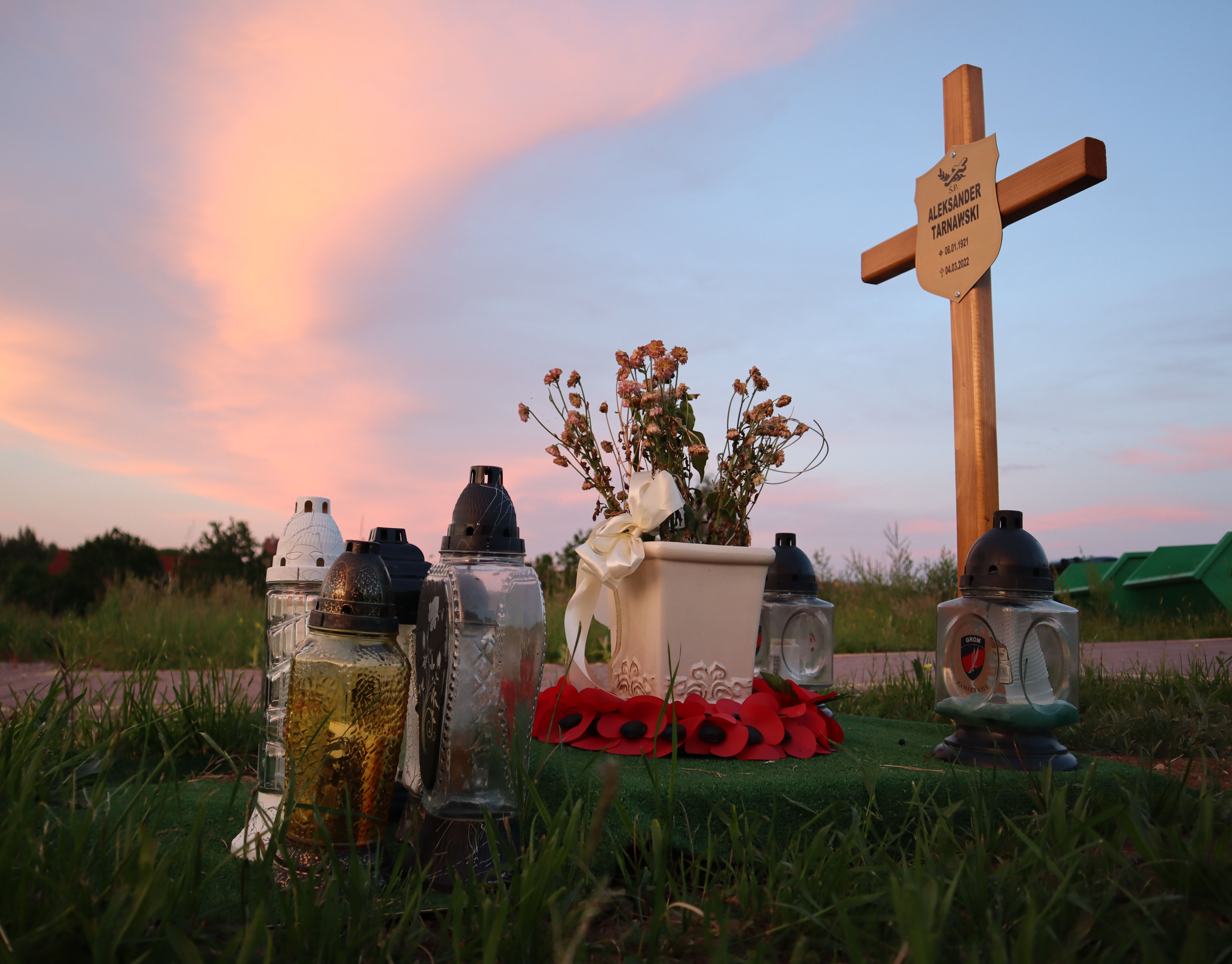
Grób Aleksandra Tarnawskiego na cmentarzu przy ul. ks. B. Jakubowskiego na Starym Bielsku w Bielsku-Białej.

W 2016 ukazała się książka pt. Ostatni. Historia cichociemnego Aleksandra Tarnawskiego ps. „Upłaz” (wydana przez Wydawnictwo Wielka Litera, Warszawa 2016, ISBN 978-83-8032-087-1) będąca opisem życia ostatniego żyjącego cichociemnego w postaci wywiadu-rzeki przeprowadzonego przez Emila Marata i Michała Wójcika.
Uważał decyzję o rozpoczęciu powstania warszawskiego za błędną. Był przeciwnikiem wykorzystywania politycznego uroczystości upamiętniających wydarzenia historyczne.
Zmarł 4 marca 2022 w wieku 101 lat jako ostatni cichociemny. 11 marca 2022 został pochowany na nowym cmentarzu (przy ul. ks. B. Jakubowskiego) parafii św. Stanisława w Starym Bielsku. Uroczystości miały charakter państwowy. 

## Życie rodzinne
Był synem nauczycieli, Jana Tarnawskiego i Marii z domu Bereś. Miał starszego brata, który zamieszkiwał w Rabce. W 1950 ożenił się z Henryką Bartosiewicz, z którą nie miał dzieci. Po śmierci pierwszej żony, ożenił się po raz drugi w 1987 z dr chemii Elżbietą Kamińską, z którą miał córkę, dr ekonomii Katarzynę Tarnawską (ur. w Gliwicach w 1973).

## Awanse
- kapral podchorąży – październik 1940
- podporucznik – ze starszeństwem z dniem 1 marca 1944
- kapitan – od 19 lipca 2015[18]
- major – od 19 grudnia 2018[19]
- pułkownik – pośmiertnie 11 marca 2022[20]

## Odznaczenia
- Krzyż Oficerski Orderu Odrodzenia Polski

- Krzyż Walecznych – czterokrotnie
- Srebrny Krzyż Zasługi
- Medal Stulecia Odzyskanej Niepodległości (2022, pośmiertnie)
- Odznaka Honorowa za Zasługi dla Województwa Śląskiego (2016)[21]
- Medal „Pro Patria”[22]